# Salmão truta fario

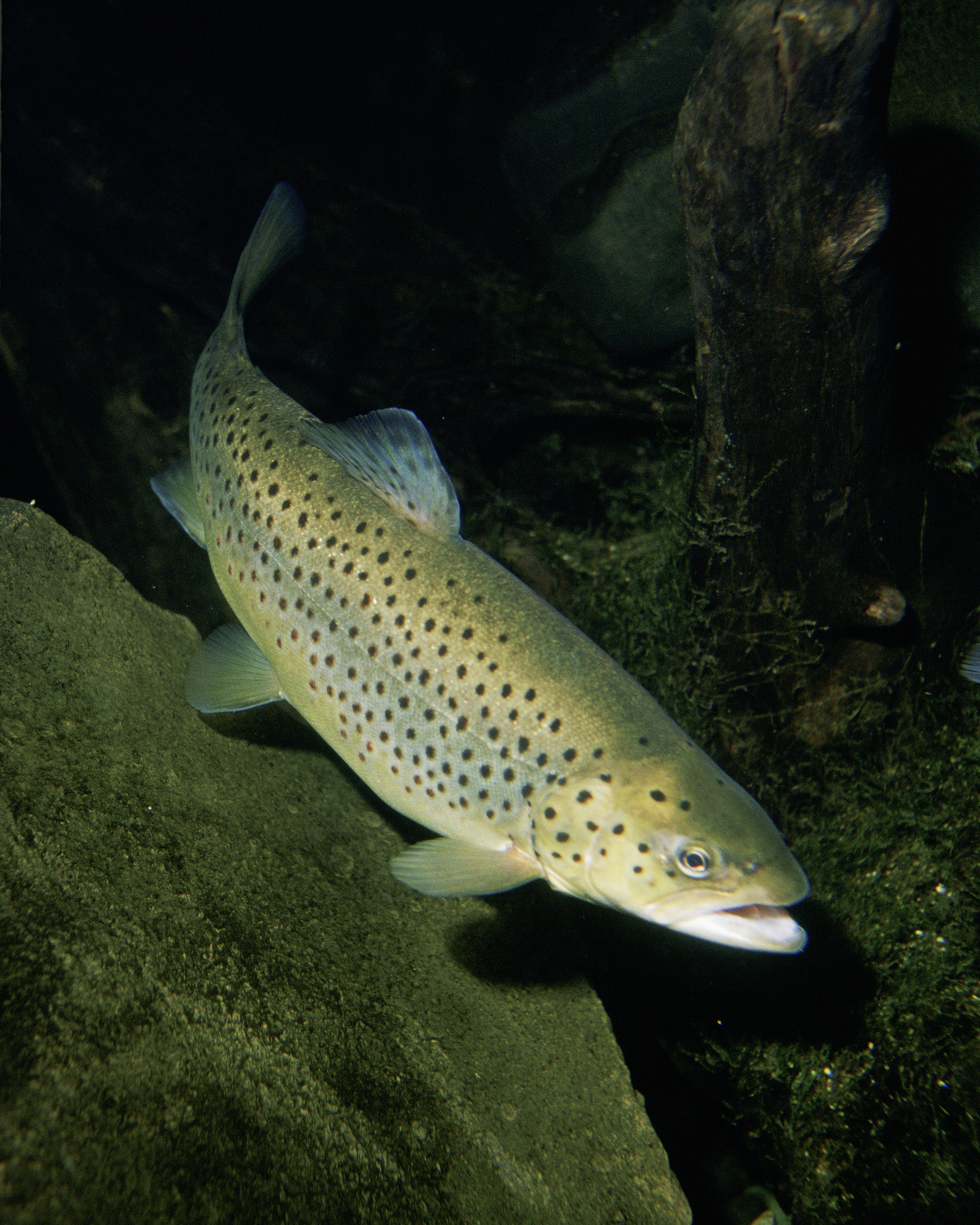
Salmo truta fario, espécime adulto

Salmo trutta fario, mais conhecido como truta-do-rio, é um peixe predador de água doce e fria que vive em rios pertencente ao género Salmo da família Salmonidae. É uma das três principais subespécies da truta-castanha (Salmo trutta), juntamente com a truta-marinha (Salmo trutta trutta) e a truta-lacustre (Salmo trutta lacustris).

## Descrição
Dependendo das fontes de alimentação, as trutas de rio medem 20cm de comprimento; excepcionalmente, podendo atingir 1 metro de comprimento e pesar acima de 13 kilos, embora geralmente, o peso médio seja de 2 Kilos. O seu dorso é castanho-azeitona escuro e azul-prateado, com manchas vermelhas com bordos claros em direção à barriga, que é amarelo-esbranquiçada. As trutas-do-rio podem atingir uma longevidade de 18 anos.

## Habitat
Tal como outros salmonídeos, a truta-de-rio vive em águas frias, de caudal rápido, ricas em oxigénio e límpidas, com leitos fluviais de cascalho, seixos, ou areia. A sua distribuição natural abrange quase toda a Europa, de Portugal ao Volga, na Rússia, e pode ser encontrada até à Lapónia, no Ártico. Pode também ser encontrada na maioria dos afluentes do Mediterrâneo setentrional e do Mar Negro ocidental. 
Não ocorre no entanto mas regiões do sudeste europeu como a Grécia, Anatólia e Cáucaso, ou nas ilhas mediterrânicas da Córsega, Sardenha e Sicília.
As trutas do rio são fiéis ao seu habitat, deixando a área habitual e escolhendo reproduzir-se e desovar em ribeiros ou nascentes mais pequenas a montante. Mesmo se forem perturbadas, regressam aos seus locais tradicionais: a truta-de-rio adulta necessita do seu território. Durante o dia, camuflaja-se ou esconde-se nas plantas aquáticas ou locais ensombrados das margens ou leito do rio, sempre virada para montante.
Dependendo do tamanho e do habitat, alimentam-se principalmente de insetos e das suas larvas, pequenos peixes-isco (como o cabeça-de-touro-europeu), pequenos crustáceos, caracóis e outros animais aquáticos. O canibalismo também tem sido frequentemente observado entre as trutas de rio. São predadores de perseguição e ágeis nadadores, mas em rios e ribeiros de fluxo mais rápido, são geralmente oportunistas e capturam presas que passam flutuando devido à corrente.
1. ↑  John Gunn, ed. (2004). Encyclopedia of Caves and Karst Science (em inglês). New York/London: Taylor & Francis. ISBN 1-57958-399-7